# Jeff Garlin

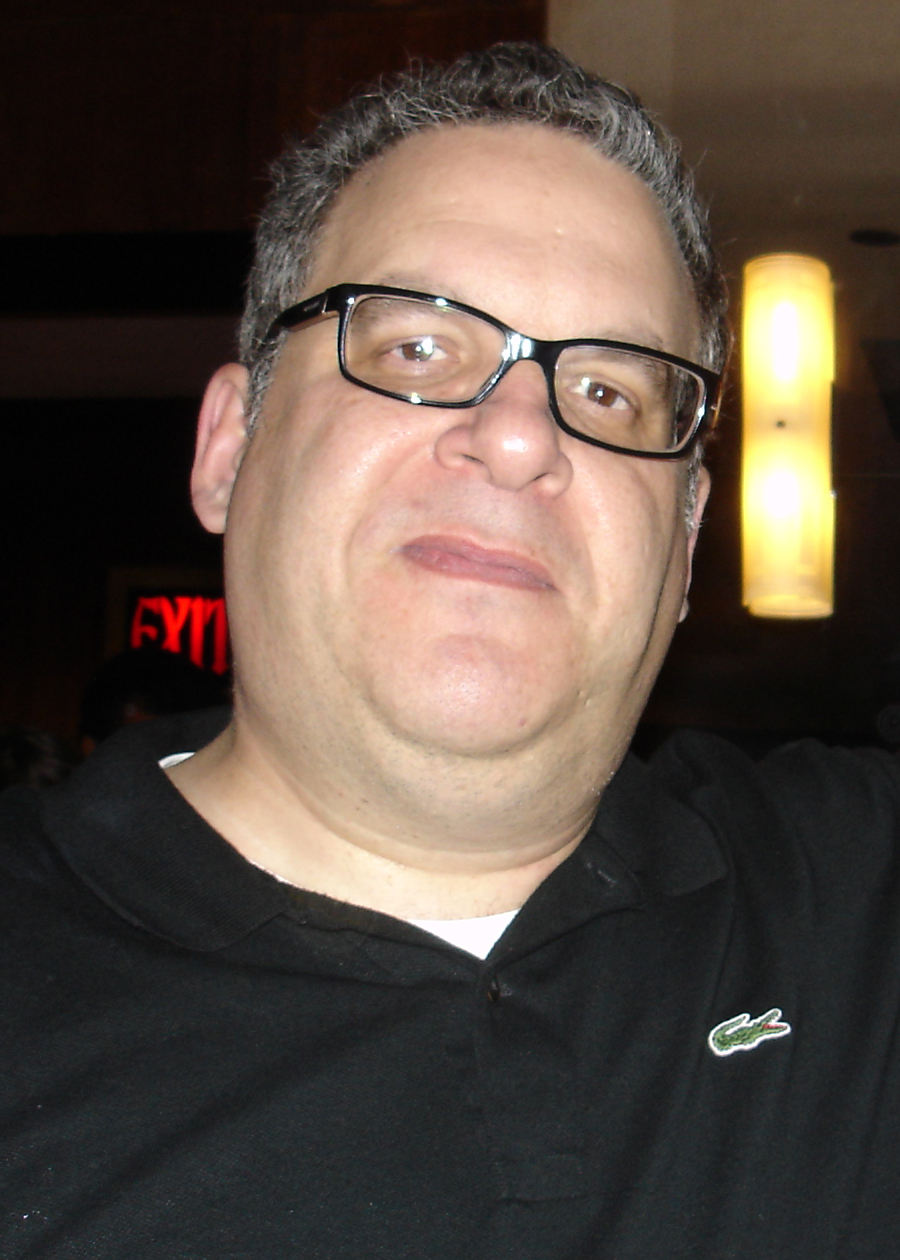
Jeff Garlin

Jeff Garlin (* 5. Juni 1962 in Chicago, Illinois) ist ein US-amerikanischer Schauspieler, Drehbuchautor und Regisseur, der vor allem durch die Rolle des Jeff Greene in der HBO-Show Lass es, Larry! sowie die Sitcom Die Goldbergs bekannt wurde.

## Leben und Karriere
Jeff Garlin wurde in Chicago als Sohn jüdischer Eltern geboren. Nach der High School begann er ein Studium an der University of Miami, welches er aber später abbrach. Anschließend versuchte er sich als Komiker auf der Bühne.
Als Schauspieler hatte Garlin Auftritte in zahlreichen Fernsehserien wie Arrested Development, Alle lieben Raymond, Entourage sowie die Late Show with David Letterman. Bekannte Filme, in denen er mitspielte sind Der Kindergarten Daddy mit Eddie Murphy, After the Sunset, Austin Powers – Spion in geheimer Missionarsstellung und Voll Frontal mit Julia Roberts und David Duchovny. 2006 hatte sein erster eigener Film namens I Want Someone to Eat Cheese With (bei welchem er Regie führte als auch das Drehbuch verfasste) Premiere auf dem Tribeca Film Festival. In diesem Film spielten auch die Schauspielerinnen Sarah Silverman und Bonnie Hunt mit. Im selben Jahr führte er Regie bei der Dokumentation This Filthy World, in welcher der Regisseur John Waters die Zentralfigur ist. In dem Animationsfilm Wall-E lieh er der Figur des Captain B. McCrea seine Stimme.
2008 war Garlin in den Komödien The Rocker – Voll der (S)Hit, Strange Wilderness in Nebenrollen zu sehen. 2010 lieh er in Toy Story 3 einer Figur seine Stimme. Im selben Jahr veröffentlichte er zudem ein Buch namens My Footprint: Carrying the Weight of the World. Seit 2013 spielte er die Hauptrolle des Familienvaters in der Sitcom Die Goldbergs. Wegen Vorwürfen unangemessenen Verhaltens wurde er im Dezember 2021 aus der Serie entlassen.
2017 wurde er in die Academy of Motion Picture Arts and Sciences (AMPAS) aufgenommen, die jährlich die Oscars vergibt.

## Filmografie (Auswahl)
- 1989: Roseanne (Fernsehserie, eine Folge)
- 1992: Sag’s offen, Shirlee (Straight Talk)
- 1992: Ein ganz normaler Held (Hero)
- 1993: RoboCop 3
- 1994: Little Big Boss (Little Big League)
- 1995: Dexter Riley – Total verkabelt und nichts begriffen (The Computer Wore Tennis Shoes, Fernsehfilm)
- 1997: Ein toller Käfer kehrt zurück (The Love Bug)
- 1997–1999, 2019: Verrückt nach dir (Mad About You, Fernsehserie, 15 Folgen)
- 1998: Senseless
- 1999: Austin Powers – Spion in geheimer Missionarsstellung (Austin Powers: The Spy Who Shagged Me)
- 2000–2024: Lass es, Larry! (Curb Your Enthusiasm, Fernsehserie)
- 2000: Self Storage (Kurzfilm)
- 2000: Bounce – Eine Chance für die Liebe (Bounce)
- 2000–2001: What About Joan (Fernsehserie, 17 Folgen)
- 2001–2003: Alle lieben Raymond (Everybody Loves Raymond, Fernsehserie, 2 Folgen)
- 2002: Run Ronnie Run
- 2002: Hilfe, ich habe ein Date! (The Third Wheel)
- 2002: Voll Frontal (Full Frontal)
- 2003: Der Kindergarten Daddy (Daddy Day Care)
- 2004: Plötzlich verliebt (Sleepover)
- 2004: Outing Riley
- 2004: After the Sunset
- 2004: Fat Albert
- 2005: I Want Someone to Eat Cheese with
- 2005: Dick und Jane (Fun with Dick and Jane)
- 2006: Hooked (Kurzfilm)
- 2005–2013: Arrested Development (Fernsehserie, 11 Folgen)
- 2006: Jimmy Neutron VS. Timmy Turner: Ein hinreißend gelungener Schurke (The Jimmy Timmy Power Hour 3: The Jerkinators, Fernsehfilm, Stimme)
- 2008: The Rocker – Voll der (S)Hit (The Rocker)
- 2008: Die Zauberer vom Waverly Place (Wizards of Waverly Place, Fernsehserie, Folge 1x17)
- 2010: Der Kautions-Cop (The Bounty Hunter)
- 2013–2022: Die Goldbergs (The Goldbergs, Fernsehserie)
- 2014: Grow Up!? – Erwachsen werd’ ich später (Laggies)
- 2015: 2 Broke Girls (Fernsehserie, Folge 3x20)
- 2022: Babylon – Rausch der Ekstase (Babylon)
- 2022: Studio 666
- 2023: Noch nie in meinem Leben … (Fernsehserie, 5 Folgen)